# Avreeayl Ra
Avreeayl Ra (eigentlich Arthur O’Neil, * 21. Mai 1947 in Chicago) ist ein US-amerikanischer Jazzmusiker (Schlagzeug, Perkussion, Bambusflöte). Er ist Mitglied der Association for the Advancement of Creative Musicians (AACM).

## Leben und Wirken
Ras Vater, Arthur „Swinglee“ O’Neil, war Tenorsaxophonist und Mentor jüngerer Musiker aus Chicago. Sein Sohn begann seine Karriere bei Pharoah Sanders und Phil Cohran um 1970, hatte Unterricht bei Cohran und „Black“ Harold Murray. Er war von 1984 bis 1988 Schlagzeuger im Sun Ra Arkestra. Das langjährige Mitglied des AACM spielte im Laufe seiner Karriere mit Musikern der Chicagoer Jazzszene wie Fred Anderson, Fontella Bass, Lester Bowie, Ari Brown (Live at the Green Mill), Hamid Drake, Malachi Favors, Joseph Jarman, Kidd Jordan, Michael Mason, Harrison Bankhead, Kent Kessler und Malachi Thompson (Lift Every Voice 1992), ab den 1990er Jahren mit Nicole Mitchells Black Earth Ensemble, dem AACM Experimental Ensemble und mit dem New Horizons Ensemble von Ernest Dawkins. Darüber hinaus arbeitete er mit Amiri Baraka, Oscar Brown Jr., Donald Garrett, Charles Gayle, Henry Grimes und Billy Harper, aber auch mit Erwin Helfer, Henry Butler und Professor Longhair. 2016 war er Opfer eines rassistisch motivierten Anschlags.
2019 wirkte er bei Nicole Mitchells und Lisa E. Harris’ Album EarthSeed mit.

## Diskographische Hinweise
- 1993 – Ernest Dawkins New Horizons Ensemble:  South Side Street Songs (Silkheart)
- 2000 – Ernest Dawkins New Horizons Ensemble: Jo'burg Jump (Delmark)
- 2003 – Ernest Dawkins New Horizons Ensemble: Cape Town Shuffle: Live At Hothouse
- 2006 – Sun Ra Arkestra: Live At Club Lingerie: Audio Series Volume Two
- 2006 – Frequency (Thrill Jockey) mit Sheila Sachs, Harrison Bankhead, Nicole Mitchell, Edward Wilkerson
- 2008 – Nicole Mitchell’s Black Earth Ensemble: Xenogenesis Suite: A Tribute To Octavia Butler  (Firehouse 12 Records)
- 2020 – Luke Stewart Exposure Quintet
- 2021 – Nick Mazzarella, Ingebrigt Håker Flaten, Avreeayl Ra: What You Seek Is Seeking You (Astral Spirits, 2021)
- 2022 – Dave Rempis & Avreeayl Ra: Bennu